# Аллілуєва Світлана Йосипівна
Світла́на Йо́сипівна Аллілу́єва (груз. სვეტლანა იოსებინა ალილუევა; в еміграції — Лана Пітерс, англ. Lana Peters; 28 лютого 1926, Ленінград, СРСР — 22 листопада 2011, Ричленд, Вісконсин, США) — радянська філологиня-перекладачка, кандидатка філологічних наук; мемуаристка та дочка Йосипа Сталіна.
Отримала широку популярність як дочка Йосипа Сталіна, про життя якого залишила низку робіт у жанрі мемуарів. В 1967 емігрувала з СРСР до США.

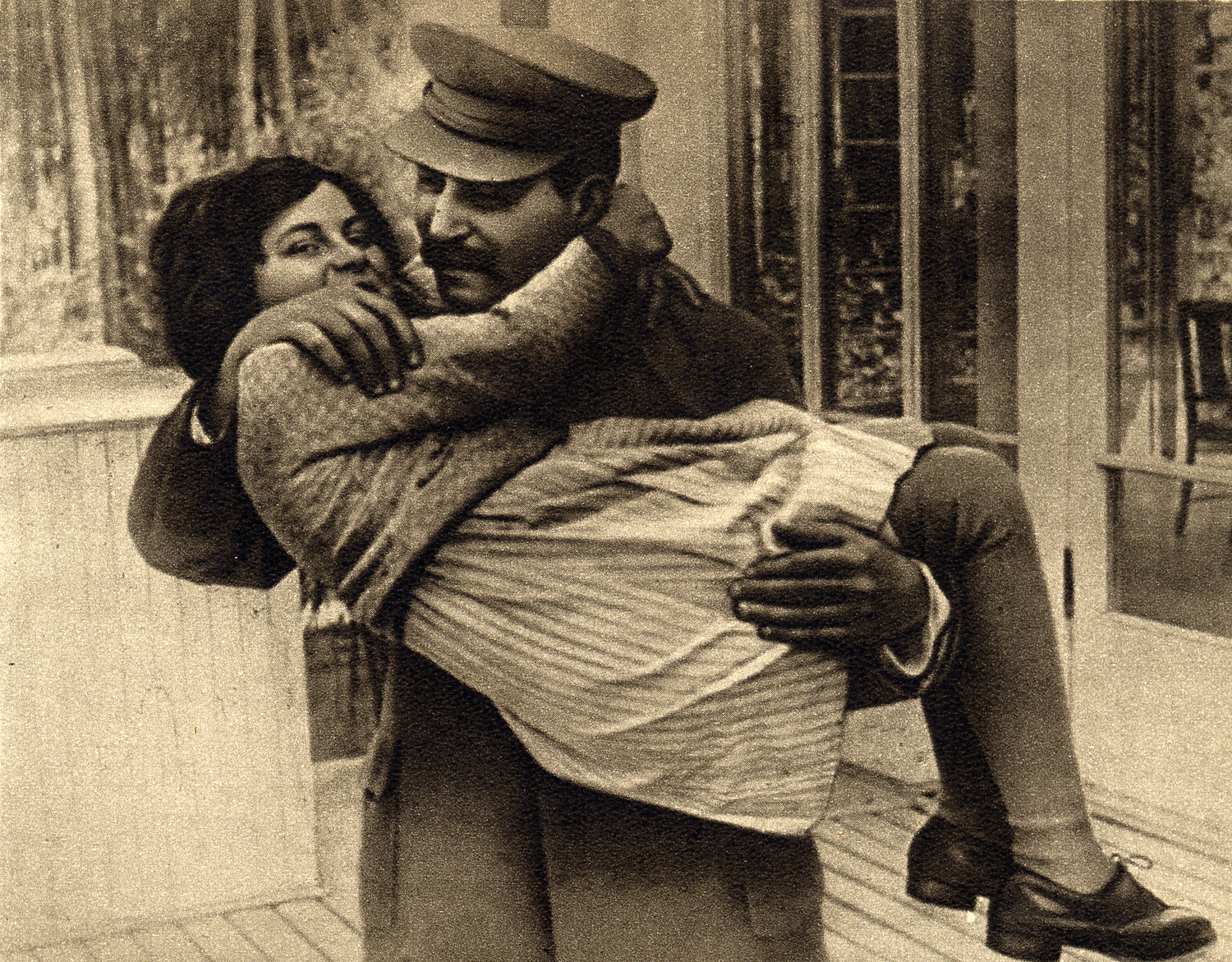
Аллілуєва та Сталін

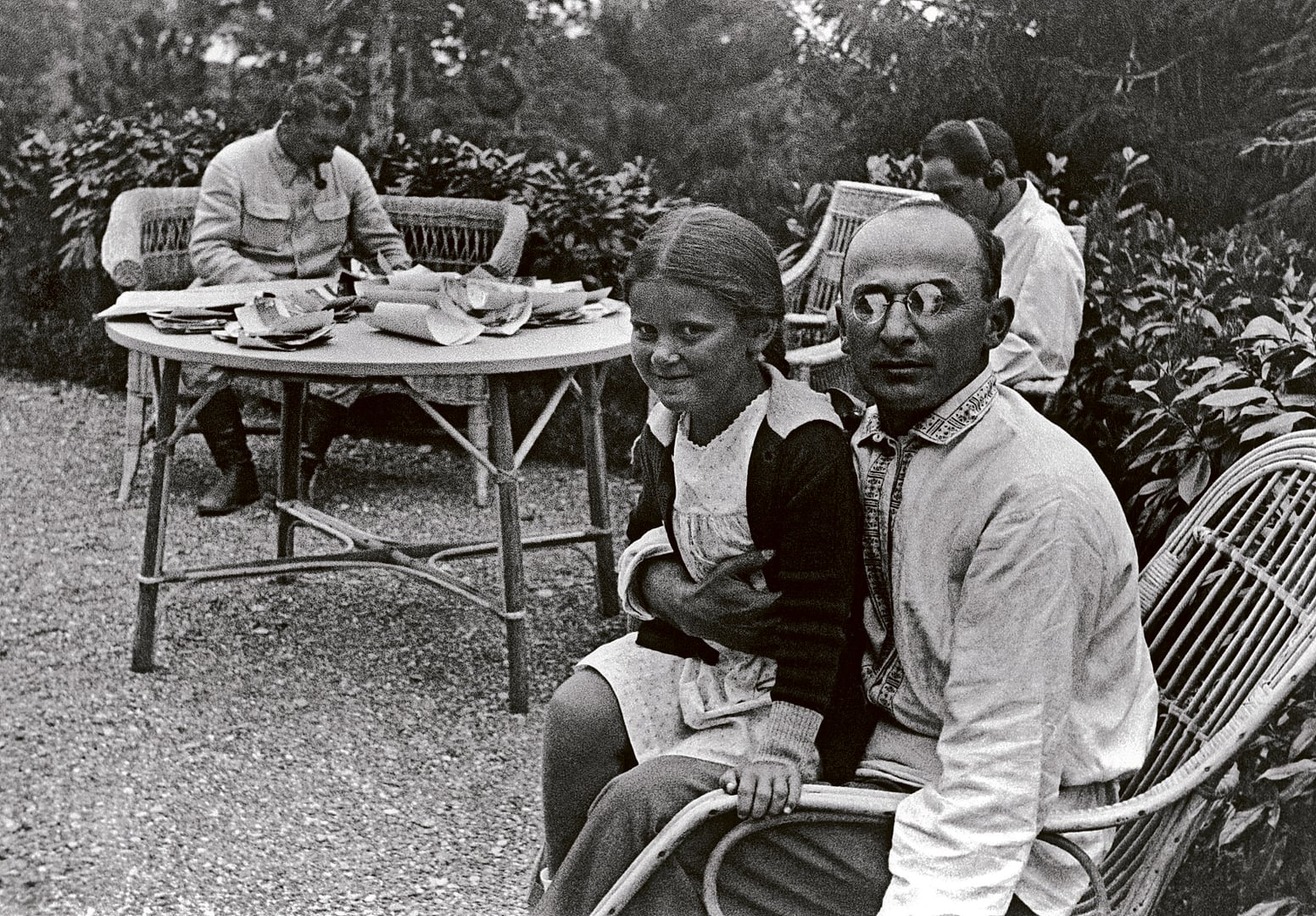
Аллілуєва на руках у Лаврентія Берії

У першому шлюбі — дружина радянського вченого-юриста Г. І. Морозова, у другому — дружина члена-кореспондента АН СРСР Ю. А. Жданова, невістка Секретаря ЦК ВКП (б) А. О. Жданова. Мати російського кардіолога І. Г. Аллілуєва.

## Життєпис
Світлана Аллілуєва народилась 28 лютого 1926 року в Ленінграді, коли її батько, Йосип Сталін, був одружений з Надією Аллілуєвою, яка не захотіла змінювати прізвище. Вона була другою дитиною в родині; її старший брат — Василь та звідний — Яків Сванідзе.

### Освіта
Світлана навчалась у зразковій школі № 25 м. Москва, яку закінчила із золотою медаллю.
По закінченню школи, за наполяганням батька, Світлана стала студенткою історичного факультету МДУ. Після отримання диплому вона вступає до аспірантури Академії суспільних наук при ЦК КПРС.
У 1954 році вона успішно захищає дисертацію та отримує ступінь кандидатки філологічних наук.
Після закінчення аспірантури Світлана почала займатися улюбленою справою. Вона стала філологинею, працювала в Інституті світової культури, перекладала англомовні книги, серед яких був і роман Джона Льюїса «Мюнхенська змова».

### Втеча з СРСР
20 грудня 1966 року приїхала в Індію, супроводжуючи прах свого цивільного чоловіка Браджеша Сінгха. 6 березня попросила радянського посла Бенедиктова дозволити їй залишитися в Індії, але він наполягав на тому, щоб вона повернулася до Москви 8 березня, і заявив, що їй більше не дозволять виїхати із СРСР. Того ж дня Аллілуєва з'явилася в посольство США в Делі з паспортом і багажем і попросила політичного притулку. Уряд США утримався від надання громадянства, але сприяв виїзду Аллілуєвої в Італію. Після кількох місяців в Італії Алілуєва оселилась у Швейцарії. У квітні 1967 року проблема отримання громадянства США була розв'язана, Алілуєва переїхала до США і оселилась в Прінстоні (Нью-Джерсі).

### Літературна діяльність
Все життя Світлана Алілуєва писала мемуари зі спогадами про вождя народів та її життя у Кремлі. Перша книга отримала назву «20 листів до друга» та вийшла в 1967 році в Лондоні. Книга стала популярною як на Заході, так і в СРСР. Після цього Алілуєва, яка на той час обрала псевдонім Лана Пітерс, випустила ще 3 книги: «Тільки один рік», «Далека музика» та «Книга для онучок». Проте вони визнання не отримали.
У своїй найуспішнішій книжці «20 листів до друга» олюднювала постать Сталіна, писала про фатальний вплив на нього Лаврентія Берії. Пишучи про свого сина, названого на честь діда Йосипом, зокрема, зауважує таке про сталінізм: «Справді, він (син) ненавидить це коло явищ — але він їх не пов'язав у своїй душі з іменем діда. Портрет діда він поставив на своєму письмовому столі. Таким робом він (портрет) стоїть ось уже кілька років». Аллілуєва намагається в своїх мемуарах провести думку про колективну відповідальність за сталінізм: «У мене є тільки совість. І совість каже мені, що якщо не бачиш колоди у своєму оці, то не вказуй на порошинку в оці іншого… Всі ми відповідальні за все».

### Повернення в СРСР та остаточний від'їзд у США
У 1984 році Алілуєва повернулася до СРСР, де прожила два роки, після чого знов виїхала до США та відмовилась від громадянства СРСР. Мешкала у хостелі міста Медісон. У 2005 році знімалась у документальному проєкті «Світлана про Світлану».
Померла 22 листопада 2011 року.